# Harry Werner Storz

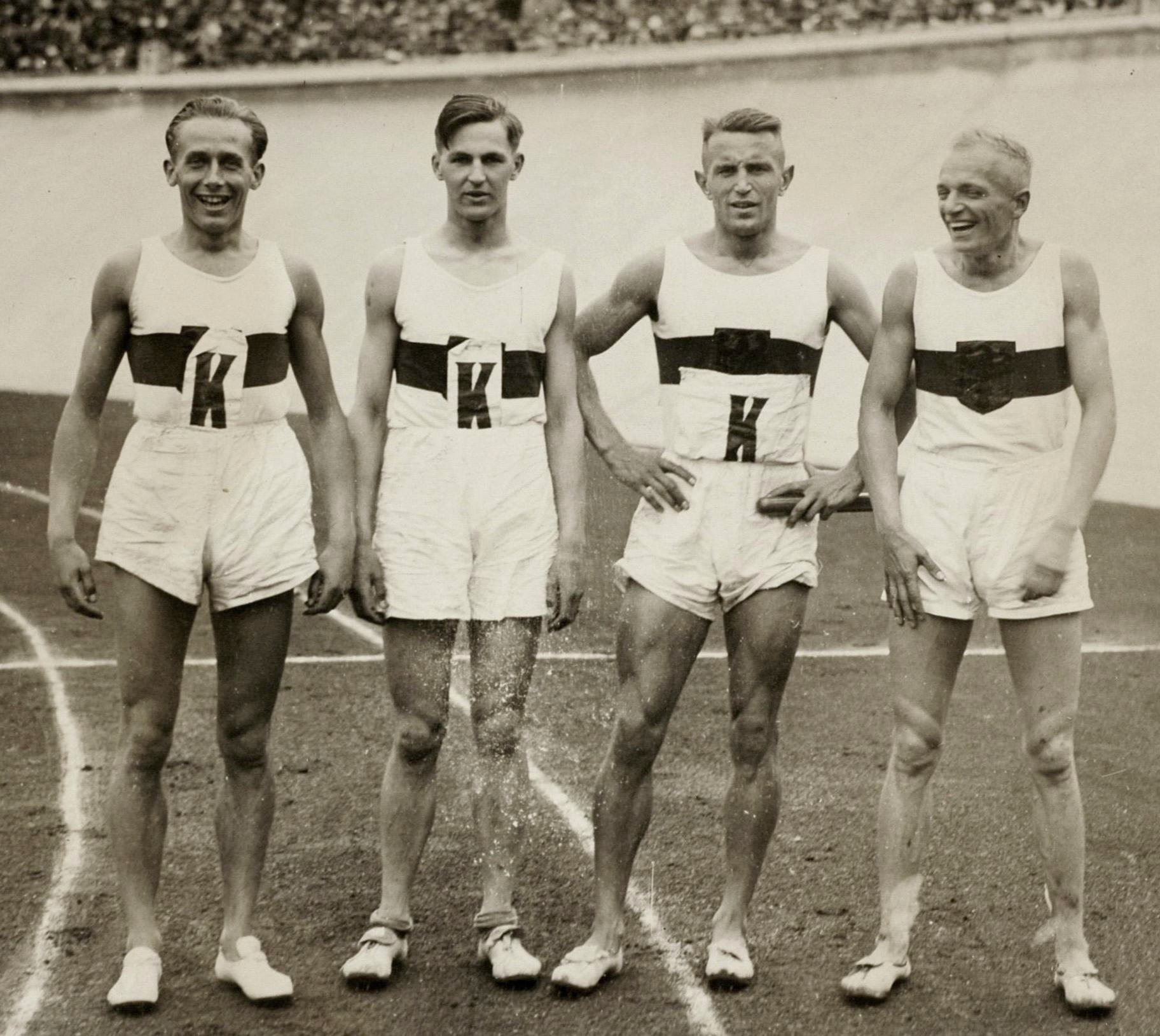
Deutsche Mannschaft in der 400-Meter-Staffel 1928

Harry Werner Storz (* 3. März 1904 in Halle (Saale); † 13. August 1982 in Hamburg) war ein deutscher Sprinter.
Bei den Olympischen Spielen 1928 in Amsterdam wurde er Fünfter im 400-Meter-Lauf. In der 4-mal-400-Meter-Staffel gewann er mit der deutschen Mannschaft (in der Besetzung Otto Neumann, Storz, Richard Krebs und Hermann Engelhard) die Silbermedaille.
Dezember 1931 schloss er sich der SA an, der er bis zum 1. Oktober 1935 angehörte. Vermutlich unmittelbar danach wechselte er zur SS (SS-Nummer 272.408), in der er 1942 den Rang eines Sturmbannführers einnahm. Zum 1. März 1932 war er der NSDAP beigetreten (Mitgliedsnummer 975.311).
Harry Werner Storz war 1,75 m groß und wog in seiner aktiven Zeit 68 kg. Er startete für den VfL Halle 1896. 1930 promovierte er am Zeitungswissenschaftlichen Institut der Universität Leipzig zum Dr. phil. Von 1952 bis 1965 arbeitete er in der Sportredaktion des Hamburger Abendblatts.